# Abraham Janssens

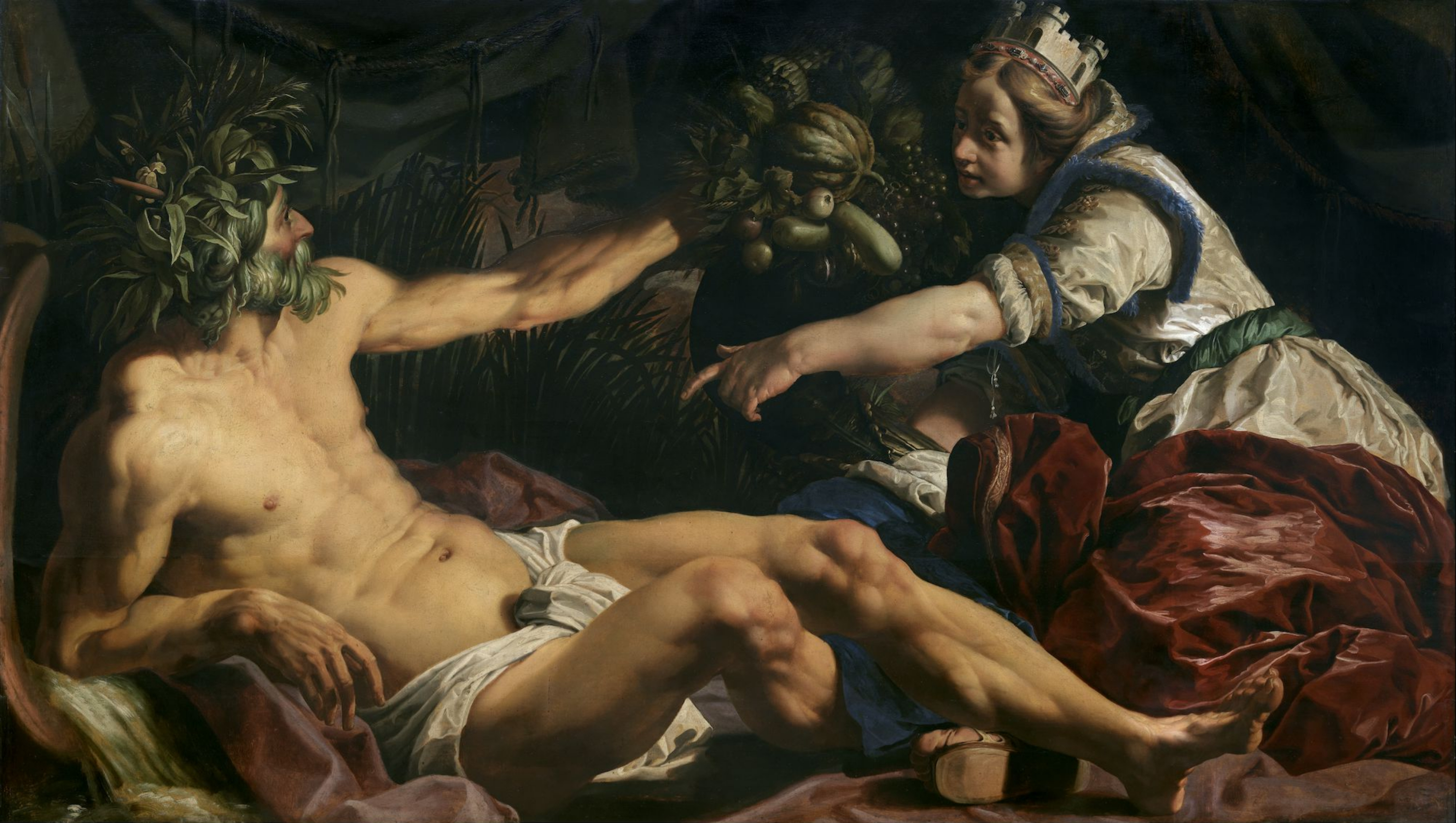
Scaldis y Antwerpia, alegoría del río Escalda y la ciudad de Amberes, 1609, óleo sobre tabla, Museo Real de Bellas Artes de Amberes.

Abraham Janssens (o Jansens) van Nuyssen (c. 1575-1632) fue un pintor flamenco del periodo Barroco activo en Amberes desde 1584 hasta su muerte, con una estancia en Roma de 1597 a 1601. Es conocido principalmente por sus obras religiosas y mitológicas, que muestran la influencia de Caravaggio. Fue el más destacado pintor de historia de Flandes antes del regreso de Rubens de Italia.

## Biografía
Abraham Janssens habría nacido en Amberes donde, según Rombouts y Van Lerius fue bautizado el 15 de enero de 1567, fecha discutida por Branden, quien advirtió que los padres de este niño no coincidían con los conocidos por otros documentos como padres del pintor, llamados Jan Janssens y Roelofken van Huysen o Nuyssen. También Branden indicó que en su testamento de septiembre de 1631 decía tener cincuenta y seis años, lo que supone retrasar la fecha de su nacimiento a 1575, tal como generalmente se admite, pero ni el año ni el lugar de nacimiento tienen confirmación documental y se basan únicamente en la tradición.

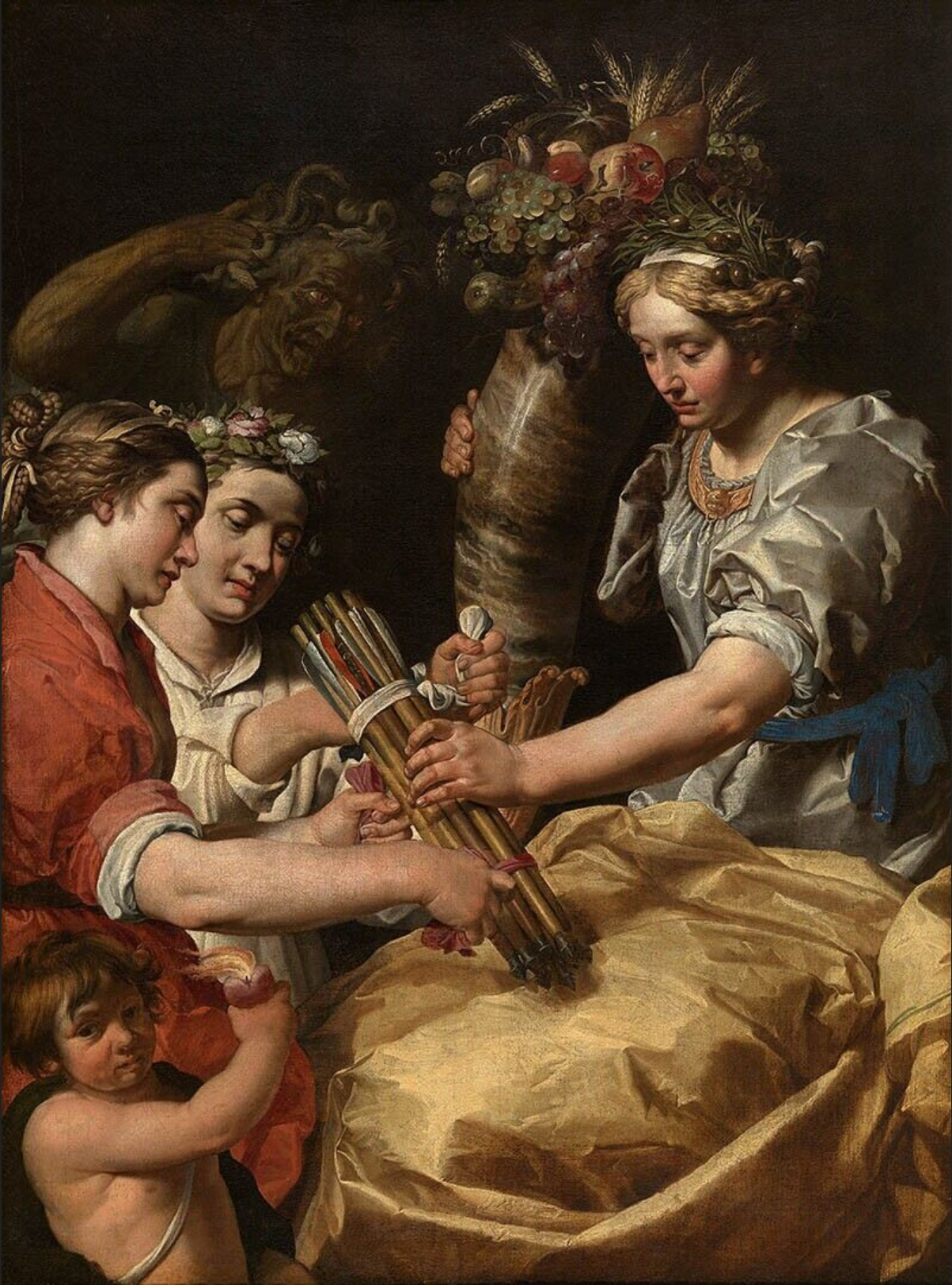
Concordia, caridad y sinceridad venciendo a la discordia, óleo sobre tabla, Museo Real de Bellas Artes de Amberes.

Janssens estudió con Jan Snellinck y fue inscrito como alumno en la guilda de San Lucas de Amberes en 1585. En 1598 y 1601 está documentado en Italia, donde debió de entrar en contacto con el círculo de pintores caravaggistas nórdicos, si bien se han señalado diferencias entre algunas de sus obras más tempranas, como la Diana y Calisto (1601) del Museo de Bellas Artes de Budapest, de estilo aún muy manierista, y las obras ejecutadas ya en Amberes a finales de la década, como Scaldis y Antwerpia, que evidencian un conocimiento más directo de la obra de Caravaggio, habiéndose postulado por ello un segundo viaje no documentado.
En Amberes se le documenta en 1602, inscrito como maestro en la guilda de San Lucas, de la que llegaría a ser decano en 1607. El 1 de mayo de 1602 se casó con Sara Goetkint (fallecida en Amberes el 7 de abril de 1644) con la que tuvo ocho hijos, cinco de los cuales aún vivían en el momento de su muerte: Anna Maria (que también fue pintora y se casó con Jan Brueghel el Joven), Sara, Catharina, Lucretia y Abraham el joven.
Su estilo, antes de caer bajo el omnipresente influjo de Rubens ya en la década de 1620, hizo de él uno de los más reputados pintores de la ciudad. Especializado en pinturas historiadas y figuras, recibió encargos tanto de particulares como de la iglesia, especialmente de los carmelitas, y colaboró en alguna ocasión con Frans Snyders, pintando las figuras de sus cuadros de flores y animales. Murió en Amberes el 25 de enero de 1632.
Las historias de celos y rencor hacia Rubens y de su vida disoluta, inventadas por Houbraken, carecen de fundamento. Entre sus discípulos se cuentan Nicolas Régnier, Theodoor Rombouts y, según se ha dicho, Gerard Seghers, extremo este sin confirmar.